# The Hughleys

The Hughleys är en amerikansk TV-serie som sändes mellan 22 september 1998 och 22 maj 2000 på ABC och mellan 4 september 2000 och 20 maj 2002 på UPN.

## Skådespelare som medverkat i serien
- D.L. Hughley
- Elise Neal
- John Henton
- Dee Jay Daniels
- Ashley Monique Clark
- Marietta DePrima
- Eric Allen Kramer
- Connor Matheus
- Preston Wamsley
- Ian Meltzer
- Marla Gibbs
- Ellis E. Williams
- Telma Hopkins
- Sherman Hemsley
- Ashley Tisdale